# 잔지바르
잔지바르(영어: Zanzibar, 스와힐리어: Zanzibar, 아랍어: زنجبار)는 동아프리카 탄자니아에 위치한 자치령으로, 웅구자섬(잔지바르섬)과 펨바섬을 중심으로 한 잔지바르 제도로 이루어져 있다. 잔지바르에 있는 스톤 타운은 세계유산으로 지정되었으며, 육두구, 계피, 후추 등의 향신료 산지로 유명하다. 잔지바르는 현재도 드물게 향신료섬(Spice Islands)으로 언급되기도 한다.
잔지바르 정부는 1985년부터 약 1만 9000명을 동원하여 지역을 홍보했고, 2016년에는 약 37만 6000명을 동원하여 홍보하기도 하였다. 잔지바르는 아베이드 아마니 카룸 국제공항을 통해 비행기로 이동할 수 있으며, 잔지바르 붉은콜로부스가 잔지바르에서만 서식하고, 잔지바르 표범이 잔지바르에서 서식했었지만 현재 멸종된 상태이다. 또한 잔지바르도 마찬가지로 지구 온난화로 인한 해수면 상승의 피해를 입고 있다.

## 어원
잔지바르(Zanzibar)라는 이름은 페리시아어인 zangbâr (زنگبار [zæŋbɒːɾ])로부터 유래하였는데, Zang (زنگ [zæŋ], "black") "검은"이라는 단어와 bâr (بار [bɒːɾ], "coast") "해안"이라는 단어의 합성어로 "검은 해안"를 뜻하며 의역을 하면 "흑인의 땅"이라는 뜻을 의미한다.

## 역사
세석기 도구의 존재는 잔지바르 인간 거주의 20,000년을 입증한다. 섬이 아랍의 무역업자들에 의해 발견되었을 때, 그들은 아라비아, 인도와 아프리카 사이의 항해를 위한 토대로서 잔지바르를 이용하여, 잔지바르는 더 넓은 세계의 역사적인 기록의 일부가 되었다.
잔지바르가 방어 및 보호가 가능한 항구를 제공하므로, 아랍의 상인들은 잔지바르의 소량의 산물보다는 동아프리카의 해안 마을과 무역하기 편리한 지점인 현재의 잔지바르 시(스톤 타운)에 정착했다. 그들은 섬에 주둔지를 세우고 남반구 안에 최초의 모스크를 설립하였다.
1503년부터 200년간 포르투갈인이 점령했으며, 그 이후에는 오만의 일부가 된다. 19세기 중엽에는 영국이 점령, 1856년 오만에서 분리되어, 이 나라의 왕은 술탄이라 일컫게 된다. 19세기 말 한때 독일이 영유권을 주장했었으나, 당시 영국령이던 북해의 헬골란트섬을 영국이 독일에 양도하여 잔지바르섬의 영국 영유권을 인정받았다.
1963년에 영국에서 독립을 인정받아 이슬람 술탄이 통치하는 왕정 국가가 되었다. 1964년 펨바섬의 공산주의 군벌이던 오켈로가 500명 정도의 무장세력을 동원하여 쿠테타를 일으켜 수도를 점령하고 왕정제를 폐지하고 공산국가인 잔지바르 인민공화국이 수립 및 사유재산 몰수하였다. 이 쿠테타 과정에서 식민지 역사에 대한 복수라며 잔지바르에 체류중이던 백인 1만 2천명을 무차별 집단 살육하였다. 이 과정에서 프레디 머큐리의 부모와 프레디도 피해를 보았고 잔지바르를 탈출하였다. 이로인해 프레디는 죽을때까지 탄자니아에 분노하였다. 1964년 탕가니카와 연합하여 탄자니아 공화국이 되었다. 1993년 1월에는 잔지바르만 따로 이슬람 회의 기구에 가입했으나, 같은 해 8월 탈퇴하였다. 2004년 당시에 조사한 인구는 100만 명으로, 수도는 잔지바르시티에 있다. 면적은 약 1,660km2이다.

## 종교
역사적으로 오만의 영향권에 있어서, 잔지바르의 종교는 이슬람의 수니파 분파인 이바디파가 다수이다.

## 인구
| 연도  | 인구      | ±% p.a. |
| ----- | --------- | ------- |
| 1967  | 354,815   | —       |
| 1977  | 476,111   | +2.98%  |
| 1988  | 640,685   | +2.74%  |
| 2002  | 984,625   | +3.12%  |
| 2012  | 1,303,569 | +2.85%  |
| 2022  | 1,889,773 | +3.78%  |
| 출처: |           |         |

## 기후
| 잔지바르의 기후          | 잔지바르의 기후 | 잔지바르의 기후 | 잔지바르의 기후 | 잔지바르의 기후 | 잔지바르의 기후 | 잔지바르의 기후 | 잔지바르의 기후 | 잔지바르의 기후 | 잔지바르의 기후 | 잔지바르의 기후 | 잔지바르의 기후 | 잔지바르의 기후 | 잔지바르의 기후 |
| 월                       | 1월             | 2월             | 3월             | 4월             | 5월             | 6월             | 7월             | 8월             | 9월             | 10월            | 11월            | 12월            | 연간            |
| ------------------------ | --------------- | --------------- | --------------- | --------------- | --------------- | --------------- | --------------- | --------------- | --------------- | --------------- | --------------- | --------------- | --------------- |
| 일평균 최고 기온 °C (°F) | 32 (90)         | 33 (91)         | 33 (91)         | 30 (86)         | 29 (84)         | 28 (83)         | 28 (82)         | 28 (83)         | 29 (84)         | 30 (86)         | 32 (89)         | 32 (89)         | 31 (87)         |
| 일평균 최저 기온 °C (°F) | 24 (76)         | 24 (76)         | 25 (77)         | 25 (77)         | 24 (75)         | 23 (74)         | 22 (72)         | 22 (72)         | 22 (72)         | 23 (73)         | 24 (75)         | 24 (76)         | 24 (75)         |
| 평균 강수량 mm (인치)    | 58 (2.3)        | 66 (2.6)        | 150 (5.8)       | 320 (12.6)      | 290 (11.4)      | 53 (2.1)        | 28 (1.1)        | 30 (1.2)        | 41 (1.6)        | 66 (2.6)        | 170 (6.7)       | 140 (5.5)       | 1,410 (55.5)    |
| 출처: Weatherbase        |                 |                 |                 |                 |                 |                 |                 |                 |                 |                 |                 |                 |                 |

## 문화
아랍, 이란, 인도, 포르투갈, 영국과 아프리카 본토 등의 지역에서 영향을 받았으며, 페르시아만의 예멘인들이 문화와 종교를 전해주었다고 전해진다.

## 언어
잔지바르는 스와힐리어를 주로 사용하지만, 영국의 보호국이었던 과거에 외국인을 대상으로 한 관광업의 영향으로 영어도 드물게 사용하기도 한다.

## 대중 매체
잔지바르는 1973년에 컬러 텔레비전을 도입한 아프리카의 최초의 지역이었다. 현재 TV 방송국은 TvZ이다. 탄자니아 본토의 최초의 텔레비전은 약 20년 뒤까지 도입되지 않았었다.

## 출신 유명인
- 프레디 머큐리
- 압둘라자크 구르나
- 사미아 술루후 하산

## 정치
'혁명 평의회'와 '하원'(50석을 가지며, 5년 임기로 직접 보통 선거에 의해 선출됨)이 있다. 잔지바르에는 많은 정치 정당이 있지만, 주요 정당은 여당인 CCM (Chama Cha Mapinduzi)과 CUF(Civic United Front)이다.
1990년대 초기 이래로, 잔지바르의 정치는 CCM과 CUF, 두 정당 사이 반복된 충돌에 의해 두드러진다. 2000년 후반 선거는 2001년 1월 잔지바르에 학살 (35명 사망 600명 부상)을 이끌었다.

## 교육
잔지바르는 잔지바르 대학교, 1999년 잔지바르 주립 대학교(SUZA)로 변모한 이전의 스와힐리어 외국어 대학(TAKILUKI)의 소재지이며, 잔지바르에서 가장 유명한 학교는 루뭄바 단과대학으로서 알려진 루뭄바 제2학교이다. 또한 많은 사립 학교들이 있는데, 그중 하나인 SOS 학교는 1993년에 고아를 위하여 계획된 학교이다. 오늘날, SOS 학교는 다른 사립 학교들과 비교하여 적은 비용으로 모든 아이들에게 교육을 제공한다.

## 경제
잔지바르, 주로 펨바섬은 한 때 1970년대 동안 세계 일류의 정향 생산지였지만 연례 정향 판매가 1970년대 이래로 80%가량 폭락한 상태이다. 이것에 대해서 주어진 설명은 빠른 움직이는 세계 시장, 국제 경쟁과 정부가 정향 가격과 수출을 조절했을 때인 1960년대와 70년대에 탄자니아의 사회주의에 과한 실패한 실험으로부터 후유증이다. 잔지바르는 현재 잔지바르의 7%를 세계 정향의 75%를 공급하는 인도네시아와 비교하여 거리가 먼 3위를 랭크한다.

잔지바르는 향신료, 해초, 품질이 좋은 라피아를 수출한다. 또한 큰 어장을 갖고 있으며 환목선 생산을 한다. 관광은 주요한 외화 수입원이다.
2008년 5월과 6월 동안 잔지바르는 정전으로 큰 고통을 겪었다. 섬주민들은 5월 21일에서 6월 19일까지 전력이 없거나 디젤 발전기같은 전기 생산의 대체 방안에 전적으로 의존하며, 거의 한달 동안 지내야만 했다. 이 정전은 주로 국제적인 관광 사업에 기반을 둔 섬의 빈약한 경제에 큰 충격을 가져다 주었다.
일반적으로, 잔지바르인들은 탄자니아 본토보다 더 나쁜 조건 속에 산다. 잔지바르에 대부분의 사람들은 하루 US $ .50 보다 적은 수입으로 생활해 나간다. 왜냐하면 관광 산업말고는 어떠한 고용이나 채용이 없기 때문이다.

## 그림

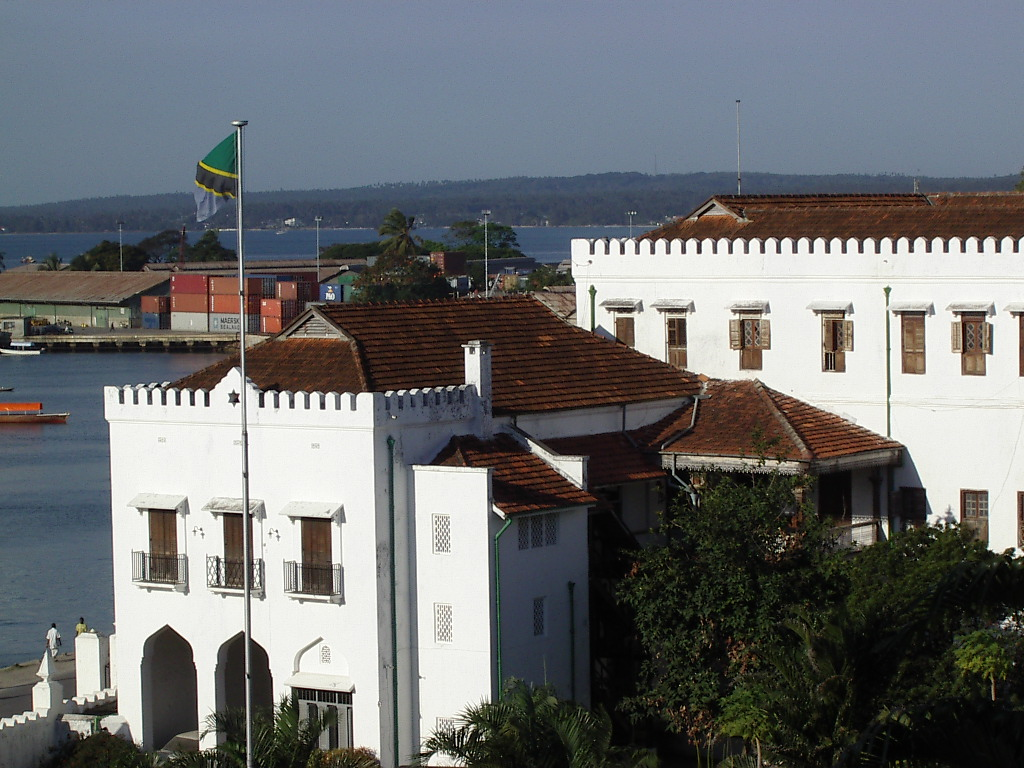
술탄 궁전
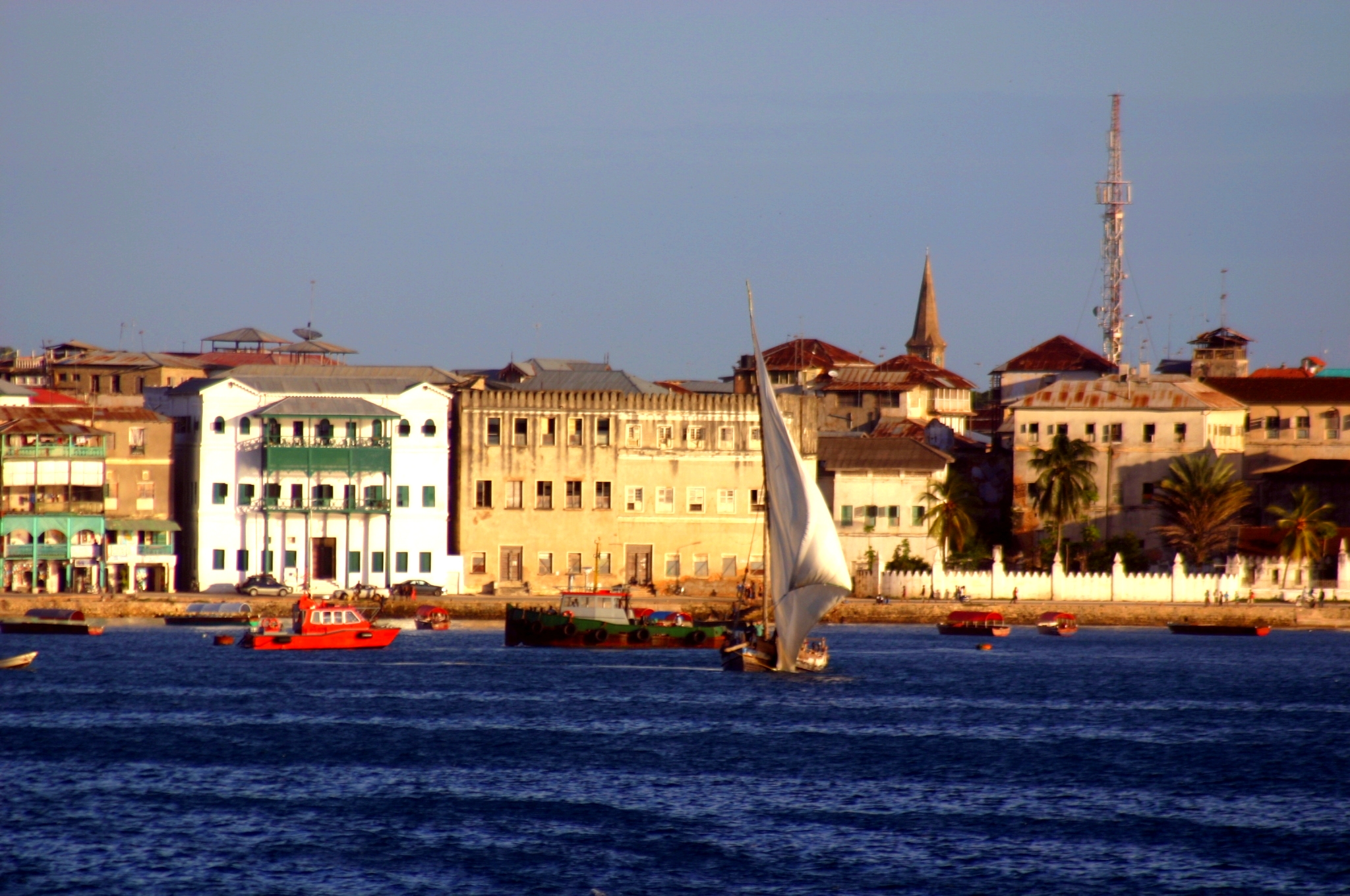
스톤 타운
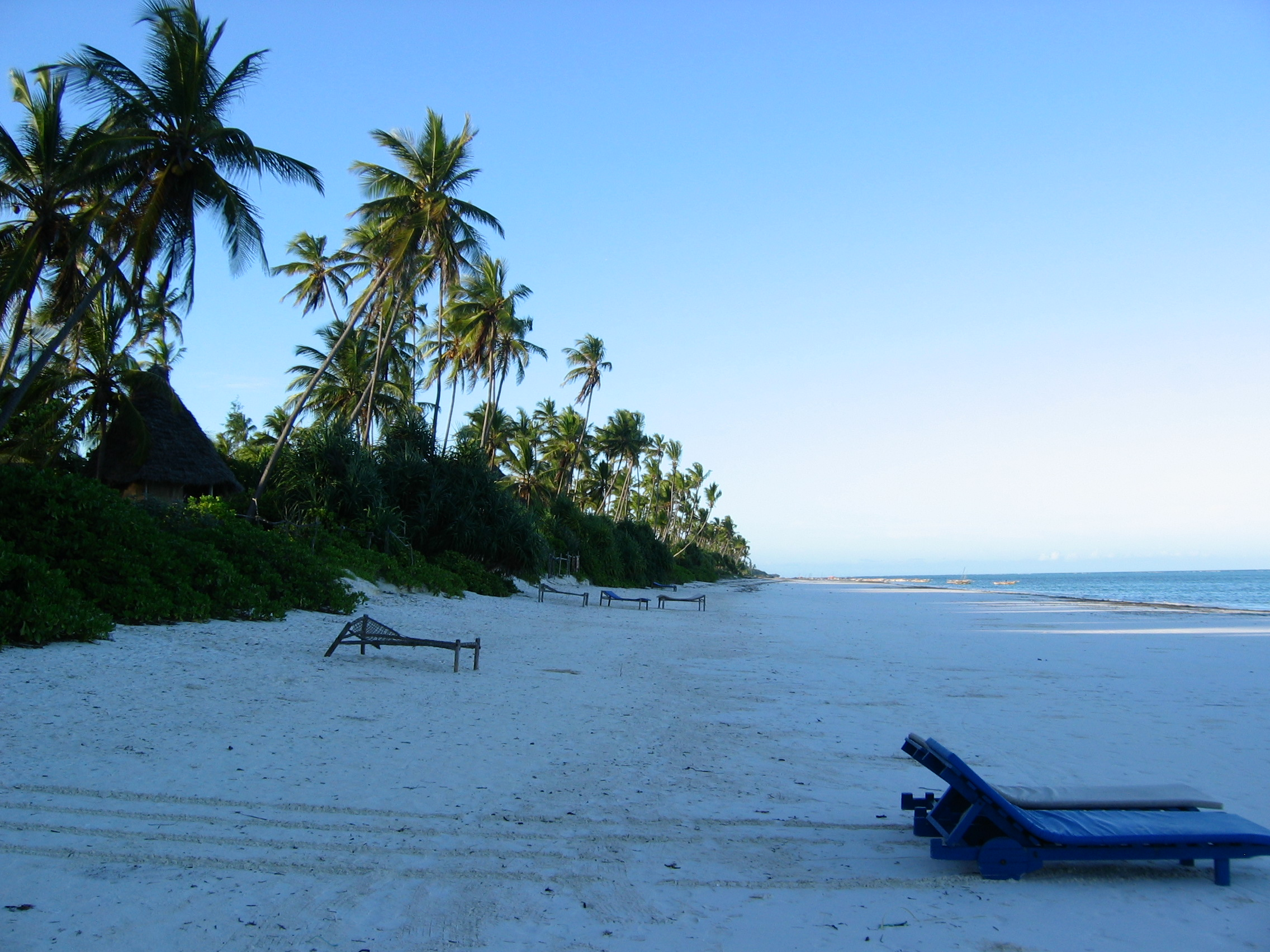
잔지바르 동해안 해변
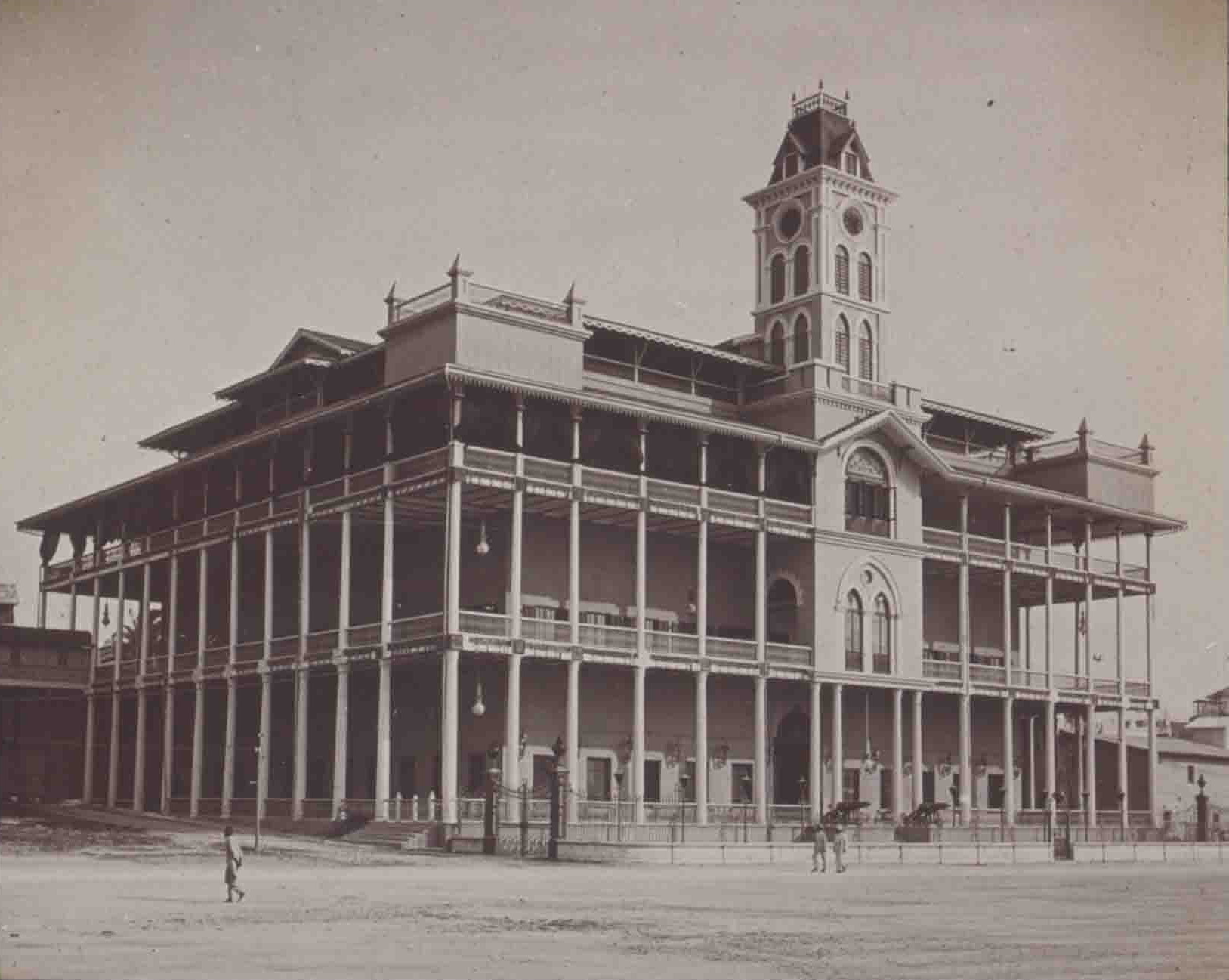
하우스 오브 원더스

## 같이 보기
- 독일령 동아프리카